# Embrichonen
Embricho war ein gehäuft auftretender Vorname bei kurmainzischen Ministerialen im Rheingau im 11. und 12. Jahrhundert, welche den Titel Graf im Rheingau innehatten, sowie bei den von ihnen nicht-agnatisch abstammenden edelfreien Rheingrafen bis ins 13. Jahrhundert. Angehörige dieser Linien können demnach als Embrichonen zusammengefasst werden.

## Linien
Es lassen sich vier agnatische Linien unterscheiden: die Grafen im Rheingau, die Ministerialen von Heppenheft, die Rheingrafen und die Rheingrafen vom Stein. Dass die Grafen im Rheingau als Ministerialen den Titel Graf trugen, ist eine außergewöhnliche Erscheinung. Wann die Lösung eines Teils der Embrichonen aus der Ministerialität erfolgte, ist nicht bekannt. Wohnsitze waren Burg Johannisberg, Burg Heppenheft (ab 1122), Burg Rheinberg (ab 1165) und zuletzt Burg Rheingrafenstein (spätestens ab 13. Jahrhundert). Nachdem sich die Rheingrafen vom Stein in den Jahren 1279 bis 1281 einer Fehde der Grafen von Sponheim gegen den Erzbischof von Mainz angeschlossen hatten, wurden Burg Johannisberg, Burg Heppenheft und Burg Rheinstein von den Mainzern geschleift. Burg Heppenheft und Burg Rheinstein wurden bis 1315 vom Erzbischof wiederaufgebaut und die offensichtlich loyal gebliebenen ministerialen Heppenhefter als Burgmannen eingesetzt. Die bis dahin vorherrschende edelfreie Linie der Rheingrafen musste sich an die Nahe zurückziehen und der Erzbischof von Mainz konnte seinen Einfluss im Rheingau im Sinne einer Territorialherrschaft festigen. Gleichwohl wurde ein Rheingraf danach nochmals mit dem – wohlgemerkt nichterblichen – Amt eines Vizedom im Rheingau betraut, wie schon zuvor in den Jahren seit 1108 die Embrichonen das Amt mehrmals innehatten.
Erzbischof Ruthard von Mainz entstammte den Embrichonen. Bischof Embricho von Würzburg entstammte dem Mainzer Sprengel und dürfte dessen Nepos gewesen sein. Die beiden Bischöfe können als die bedeutendsten Vertreter der Familie angesehen werden.

## Grafen im Rheingau
- Embricho I. Graf im Rheingau 1019 († vor 1052) ⚭ Adelind
  - Ludwig I. Graf im Rheingau 1050 († vor 1083)
    - Ludwig II. Graf im Rheingau 1076–1104 ⚭ Sophia
    - Embricho II. Graf im Rheingau († vor 1117), Kämmerer des Erzbischofs von Mainz
    - Ruthard († 1109), 1089–1109 Erzbischof von Mainz
    - Dankmud ⚭ Richolf Rheingraf 1076 († nach 1109) weiter unter: Rheingrafen

Embricho von Geisenheim, Vizedom 1108–1124 und 1132–1141
Embricho von Winkel 1158
Embricho 1162 Vizedom

## Ministerialen von Heppenheft
- Embricho von Heppenheft[1] 1122
- Volmar von Heppenheft
- Conrad von Heppenheft, Ministeriale des Erzbischofs von Mainz, 1158 Vormund des Rheingrafen Embricho IV. (s. u.)
  - Simon
  - Gerlach
  - Embricho
    - Heinrich von Heppenheft 1223
      - Emelrich → Ritter von Rheinberg und Heppe von Heppenheft
      - Embricho ohne Nachkommen
      - Conrad → Ritter Grans von Heppenheft oder von Rheinberg

## Rheingrafen
- Richolf Rheingraf 1076 († nach 1109) ⚭ Dankmud (Tochter von Ludwig I. Graf im Rheingau, s. o.)
  - Ludwig III. Graf im Rheingau 1109 († nach 1140) (Rheingraf?) ⚭ Ludgardis, beide gehen ins Kloster
  - Meingot 1123
    - Embricho III. Graf im Rheingau, ab 1145 Rheingraf Embricho I. († 1157) ⚭ Lucard
      - Embricho IV. (Rheingraf Embricho II., der Ältere), * nach 1137, † 1194 ohne Nachkommen, war 1158 nach dem Tod seines Vaters noch minderjährig unter der Vormundschaft von Conrad von Heppenheft und Embricho von Winkel (beide siehe oben)
      - Werner Rheingraf, der Jüngere, 1171 (vor 1194)
        - Werner der Jüngere, Rheingraf († 1223 ohne Nachkommen)

      - Lukardis ⚭ Siegfrid vom Stein

## Rheingrafen vom Stein
- Siegfried I. vom Stein († um 1194/98), ⚭ um 1160 Rheingräfin Lukardis († 1194), Tochter des Embricho III. (als Rheingraf Embricho I., siehe oben: Rheingrafen)
  - Wolfram III. (V.) vom Stein, ab 1194 Rheingraf, der Ältere (* um 1166; † 1220/21), beteiligt sich 1189–1191 am Dritten Kreuzzug, ⚭ um 1187 Guda (Jutta) von Bolanden († um 1219), Tochter von Graf Werner II. von Bolanden († 1198) und Guda von Weissenau († 1190 oder 1198/99),[3] Schwester des Reichstruchsess Werner III. von Bolanden († 1212).
    - Rheingraf Embricho III. vom Stein († um 1241), ⚭ Adelheid von Ziegenhain-Nidda († 1226/32), Tochter von Graf Ludwig I. von Ziegenhain und Nidda und Gertrud.
      - Fortsetzung im Artikel Rheingrafen